# Bureau de représentation de Taipei en France
Le bureau de représentation de Taipei en France (chinois traditionnel : 駐法國台北代表處 ; pinyin : zhù fàguó táiběi dàibiǎo chù) représente les intérêts de Taïwan en France. Malgré le manque de relations diplomatiques avec la France, il fonctionne de facto comme une ambassade. Son équivalent à Taïwan est le bureau français de Taipei.

## Histoire
L'organisme est créé en 1972, en tant qu'Association pour la promotion des échanges commerciaux et touristiques avec Taïwan (ASPECT).
En 1995, l’appellation est modifiée pour devenir bureau de représentation de Taipei en France.
Depuis 1993, le bureau de représentation de Taipei en France est situé 78, rue de l'Université à Paris, dans un bâtiment classé monument historique, l'hôtel Hocquart. Cet hôtel particulier a été construit en 1754 dans un style Louis XV tardif par l'architecte Jean Damun, de même que l'hôtel jumeau situé 75 rue de Lille (anciennement rue de Bourbon) qui lui fait face et en est séparé par leurs jardins.
En décembre 2020, le ministère des Affaires étrangères taïwanais inaugure un bureau annexe de représentation de Taipei en France à Aix-en-Provence,.

## Organisme
Les ministères des Affaires étrangères, des Affaires économiques, de la Culture, de l’Éducation, de Sciences et Technologies, et le Conseil des Communautés d’outre-mer, forment au Bureau les services politique, parlementaire, communication, consulaire, administration, économique, culture, éducation, et des résidents d’outre-mer.

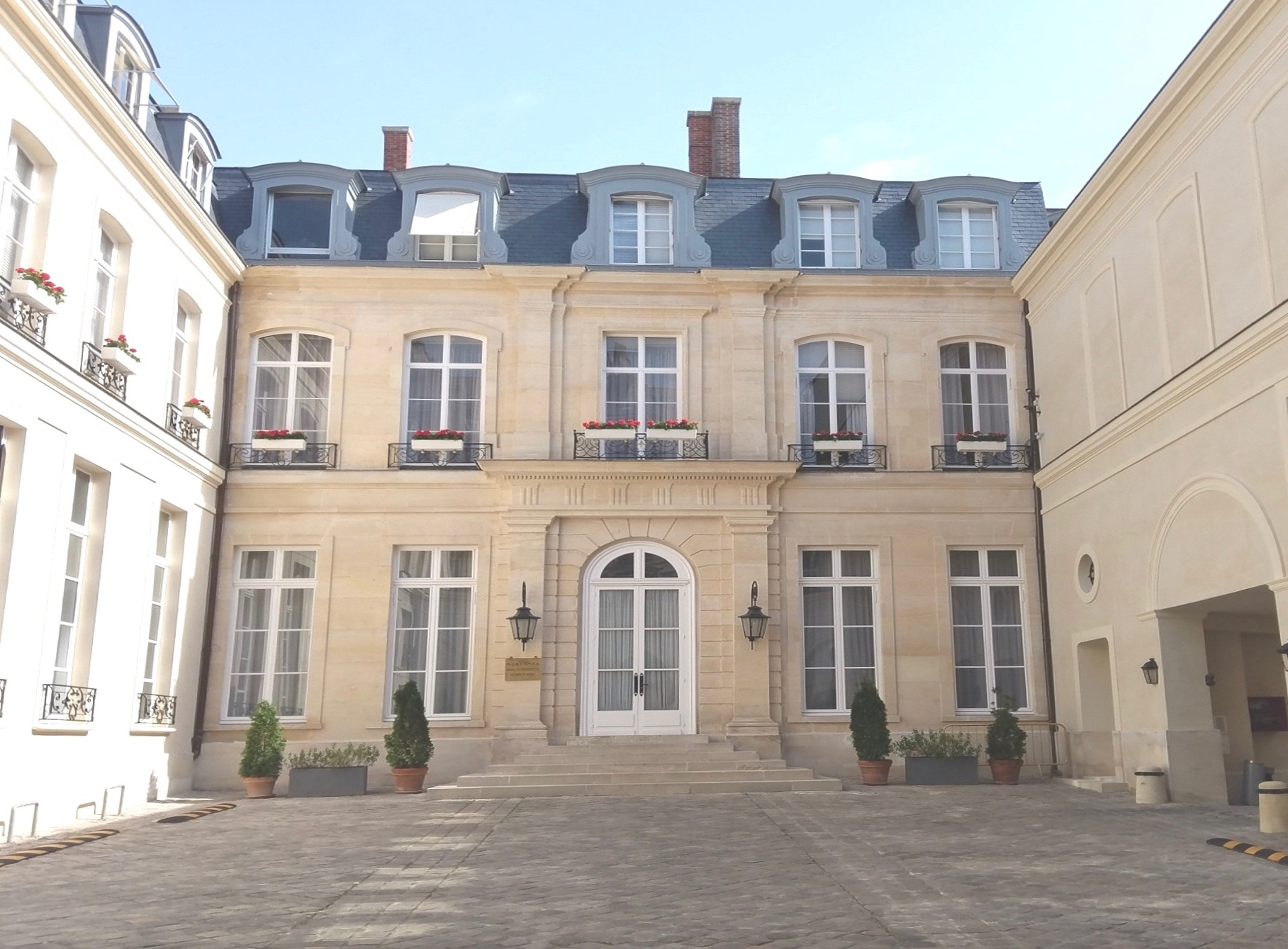
La façade et la cour du Bureau.

## Fonction
Le bureau a pour fonction de promouvoir la coopération et les échanges économiques et commerciaux, culturels, de l’éducation, des sciences et technologies avec la France.
Le service éducation s’occupe des échanges éducatifs avec l’Espagne, le Portugal et l’Italie. Le service des sciences et technologies s’occupe de l’Espagne, du Portugal, de l'Italie et de la Grèce. Enfin, le centre culturel de Taïwan à Paris s’occupe des échanges culturels avec la Suisse, les Pays-Bas, la Belgique, le Luxembourg, Monaco, Andorre et le Liechtenstein.[réf. nécessaire]

## Représentants
- Kung Sainting (décembre 1980 –  août 1990)
- Chiou Jong-nan (novembre 1990 – novembre 1996)
- Kuo Wei-fan (juillet 1997 –  août 2001)
- Hsieh Hsin-ping (août 2001 – novembre  2002)
- Chiou Jong-nan (novembre  2002 – septembre 2005)
- Yang Tzu-pao (septembre 2005 – septembre 2006)
- Lu Michel Ching-long (janvier 2007 – juillet 2015)
- Zhang Ming-zhong (juillet 2015 – juillet 2018)
- Wu Chih-chung (juillet 2018[5] - 17 août 2024[6])
- Hao Pei-chih (depuis le 18 août 2024)[6]